# Martinvelle
Martinvelle település Franciaországban, Vosges megyében. Lakosainak száma 126 fő (2022. január 1.). Martinvelle Passavant-la-Rochère, Vougécourt, Ameuvelle, Claudon, Monthureux-sur-Saône és Regnévelle községekkel határos.

## Népesség
A település népességének változása:
| Lakosok száma | 120  | 120  | 122  | 122  | 125  | 131  | 132  | 133  | 126  |
|               | 2013 | 2015 | 2016 | 2017 | 2018 | 2019 | 2020 | 2021 | 2022 |